# Wysoka Rada Pokoju
Wysoka Rada Pokoju − specjalny organ odpowiedzialny za kontakty z rebeliantami mający na celu zakończenie wojny w Afganistanie. Liczy 70 członków.Ostatnim szefem Wysokiej Rady Pokoju był Burhanuddin Rabbani